# 3 Brygada Pancerna (III RP)

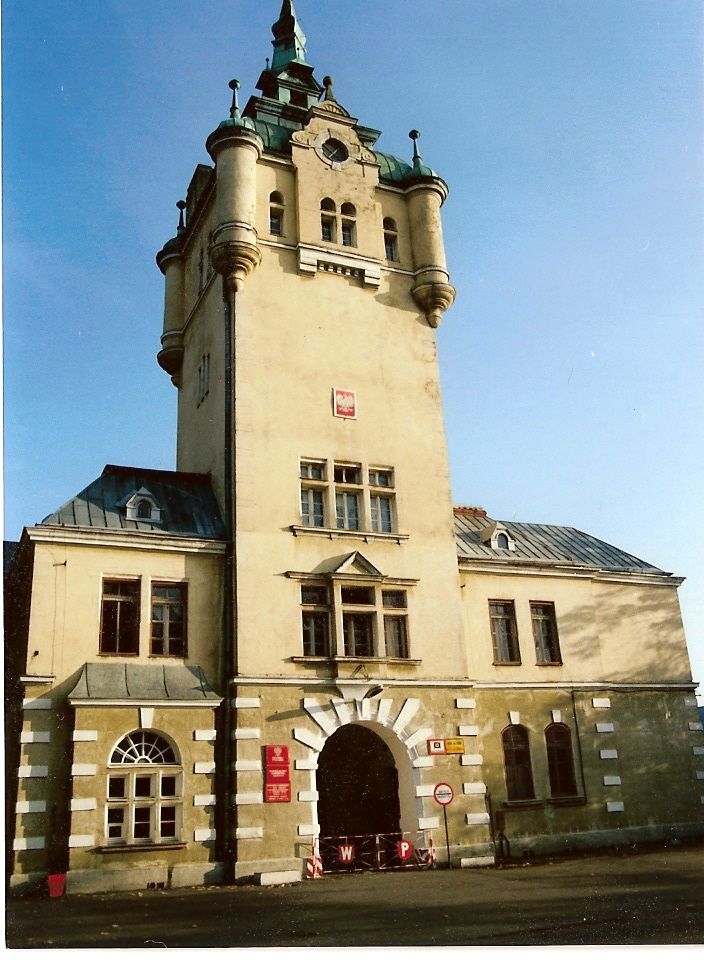
Brama wjazdowa do brygady

3 Brygada Pancerna – związek taktyczny wojsk pancernych Sił Zbrojnych Rzeczypospolitej Polskiej.

## Formowanie i zmiany organizacyjne
Brygada powstała w 1994 w wyniku przekształcenia 36 pułku zmechanizowanego Legii Akademickiej w 3 Brygadę Pancerną. Wchodziła w skład 8 Bałtyckiej Dywizji Obrony Wybrzeża. 
W 1995 brygadę przemianowano na 36 Brygadę Pancerną. Po przekazaniu brygady do 12 Dywizji Zmechanizowanej, w 1998 przeformowano ją na zmechanizowany związek taktyczny. Brygada przyjęła nazwę 36 Brygada Zmechanizowana.

## Tradycje
Brygada kultywowała tradycje oddziałów Wileńskiej Brygady Kawalerii:

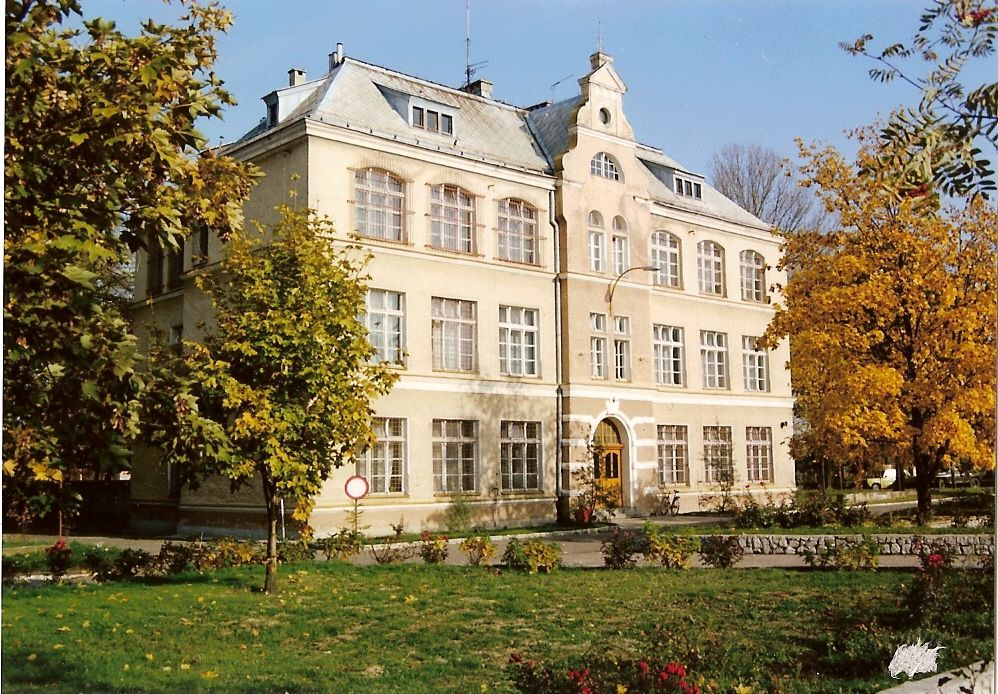
W tym budynku stacjonował sztab brygady

- 4 pułk ułanów Zaniemeńskich
- 13 pułk ułanów Wileńskich
- 23 pułk ułanów Grodzieńskich
- 3 dywizjon artylerii konnej

## Struktura organizacyjna
- dowództwo i sztab
- batalion dowodzenia
- 1 batalion czołgów - mjr Leszek Kot
- 2 batalion czołgów - kpt. Jerzy Zdrojewski
- 3 batalion czołgów
- batalion zmechanizowany
- dywizjon artylerii
- bateria PPK - kpt. Mirosław Lewański
- dywizjon artylerii przeciwlotniczej

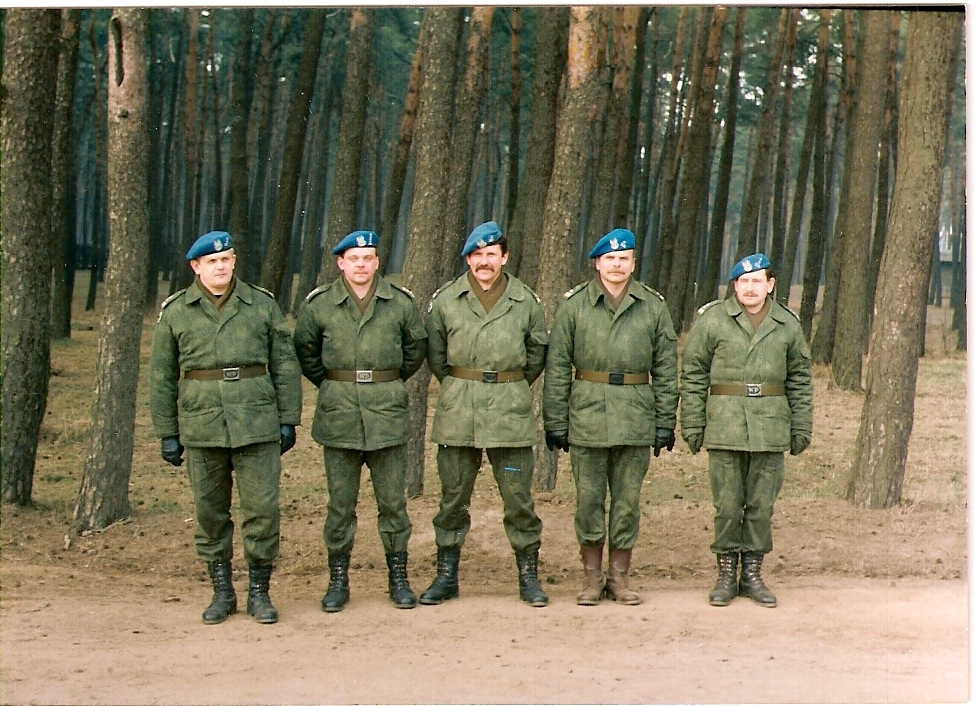
Dowództwo brygady na poligonie

- kompania rozpoznawcza
- kompania saperów
- kompania zaopatrzenia
- kompania remontowa
- kompania medyczna

## Sprzęt bojowy
Podstawowe uzbrojenie brygady stanowiły: czołgi średnie T-55AM Merida, bojowe wozy piechoty BWP-1, opancerzone samochody rozpoznawcze BRDM-2, samobieżne haubice 2S1 Goździk i armaty przeciwlotnicze ZU-23-2.

## Dowództwo brygady
- Dowódca – ppłk Piotr Czerwiński

Zastępcy:
- szef szkolenia – mjr dypl. Mirosław Szyłkowski
- szef sztabu – kpt dypl. Cezary Teodorowicz
- szef logistyki – ppłk mgr inż. Andrzej Jerzy Skierkowski

## Przekształcenia
39 Pułk Piechoty → 39 Zmotoryzowany Pułk Piechoty → 39 Pułk Zmechanizowany → 36 Łużycki Pułk Zmechanizowany → 36 Pułk Zmechanizowany Legii Akademickiej → 3 Brygada Pancerna → 36 Brygada Pancerna → 36 Brygada Zmechanizowana → 3 batalion zmechanizowany Legii Akademickiej